# Waterboarding
Waterboarding er en torturmetode, hvor vand hældes over en klud, der dækker ansigtet og åndedrætsgangene på en fastbundet person, hvilket får personen til at opleve følelsen af at drukne. I den mest almindelige metode til waterboarding er personens ansigt dækket med klud eller et andet tyndt materiale og personen ligger fastbundet på ryggen i en hældning på 10 til 20 grader (hovedet er lavest).
Ifølge læger er der i praksis tale om en form for "slowmotion-kvælning"/"kontrolleret kvælning".[kilde mangler] At tale om simuleret drukning er derfor misvisende, da der reelt er tale om regulær drukning[kilde mangler] med den undtagelse, at processen stoppes umiddelbart før personen drukner. I modsat fald ville personen således lide druknedøden.
Torturmetoden har været anvendt siden den spanske inkvisition og muligvis endda tidligere. I 2007 ledte waterboarding til en politisk skandale i USA, efter at New York Times kunne berette at metoden var blevet anvendt af CIA i forbindelse med afhøringer af terrormistænkte uden for amerikansk territorium. I februar 2008 oplyste CIA's direktør, Michael Hayden, at waterboarding har været brugt af amerikanske forhørsledere mod tre terrormistænkte i år 2002 og 2003 (Khalid Shaikh Mohammed, Abu Zubayda og Abd al-Rahim al-Nashiri). Borgerrettighedsorganisationer mener dog, at forhørsmetoden har været anvendt langt oftere.